# خاندان هاتا
خاندان هاتا (به ژاپنی: (秦氏 Hata)، یکی از خاندان‌های ژاپنی در دوره کوفون (۲۵۰–۵۳۸) برپایه نیهون شوکی بود.